# طليعة الشباب الأحمر
طليعة الشباب الأحمر (بالروسية: Авангард красной молодёжи)‏ هي مجموعة شبابية اشتراكية روسية راديكالية. ويصفها موقعها على الإنترنت بأنها «منظمة شبابية مستقلة تدخل في الحركة السياسية العامة لروسيا بالكامل». إن «منطقة العمل» الخاصة بها هي روسيا، التي تصر على أنها لا تزال قلب وروح «جمهورية الاتحاد السوفياتي». أيديولوجية الحركة هي الماركسية اللينينية وتشكل جزءًا من الجبهة اليسارية، وهي تحالف كامل لأحزاب اليسار المتطرف. الزعيم غير الرسمي للحركة هو سيرجي أودالتسوف، الذي تم اعتقاله عدة مرات بسبب احتجاجه على نظام فلاديمير بوتين.
يستخدم هيكلها التنظيمي مصطلحات عسكرية: كتيبة، لواء. معظم المدن تؤوي "отделение" أو فرقة للحركة، من عدة فرق تتشكل كتيبة. حاليا تتواجد كتائب في موسكو وسانت بطرسبرغ.
دخلت المجموعة إلى الساحة العالمية من خلال كونها الموضوع غير المباشر لمقال في نوفمبر 2005 يتناول مظاهرة 7 نوفمبر السنوية لإحياء ذكرى الثورة البلشفية، وكذلك معالجة الاضطرابات المدنية في فرنسا.
في المقال، يصف بوريس كاجارليتسكي من معهد دراسات العولمة الحركة بأنها «المكافئ الروسي للكتلة السوداء الغربية... محاطة بالشرطة وخاضعة لرقابة صارمة.»
كاجارليتسكي يقتبس من شاب راديكالي من الحركة: «سنحول موسكو إلى باريس!» من غير الواضح مدى الدعم الذي تحظى به الحركة حاليًا من المنظمات الأخرى في روسيا، أو ما إذا كانت تخطط حقًا لأن تصبح حزبًا طليعيًا.
في 3 مارس 2007، شاركت الحركة في مسيرة المنشقين، وهي واحدة من أكبر مظاهرات المعارضة في السنوات الأخيرة. كما نظمت عشرات المسيرات الصغيرة، وشاركت في العديد من الاحتجاجات بما في ذلك الاشتباكات العنيفة مع الشرطة.
في أكتوبر 2008، انضمت الحركة إلى الجبهة اليسارية.

## روابط خارجية
- موقع الحركة